# 美女と野獣 ベルのファンタジーワールド
『美女と野獣 ベルのファンタジーワールド』（びじょとやじゅう ベルのファンタジーワールド、原題：Beauty and the Beast: Belle's Magical World）は、1998年にリリースされたホームビデオ。1991年に公開されたアニメーション映画『美女と野獣』の3作品目である。前々作同様にスペシャル・エディションが存在。

## あらすじ
3（スペシャル・エディションでは4）話の短編ストーリーが、本の物語のように展開する。話には、後のディズニー・プリンセスDVDにも収録されたものもある。

### 大切なことば
ベルがお城にやって来てまもなくのお話。狼から助けてもらった一件でベルとビーストの距離はある程度縮まったものの、相変わらず喧嘩が絶えなかった。その日も二人は些細なことで言い争いをしてしまいお城は気まずい空気に。それを見たウェブスター、クレイン、ラ・プルームは、ベルにはビーストの、ビーストにはベルの振りをして偽のお詫びの手紙を書いて送った。三人の思惑通りその手紙で二人は仲直りするのだが、思いがけない大騒動に発展してしまう。

### フィフィとルミエールの記念日
ある日の朝。いつもより浮かれている様子のフィフィ（フェザーダスター）。ベルが訳をたずねると、明日はフィフィとルミエールが初めて出逢った記念日で、毎年ルミエールが披露してくれるサプライズなお祝いを楽しみにしているのだという。ところが、この年に限ってルミエールは記念日の事をすっかり忘れてしまっていた。ルミエールは慌ててなんとか準備をしようとするが、いいアイデアが浮かばない。そこでベルも手伝いを引き受けるのだが、フィフィはその姿を見かけて二人が親密な仲だと勘違いしてしまう。
「ディズニー・プリンセス/夢見るパジャマ・パーティー」にも収録。

### ポット夫人のパーティー
このストーリーが、スペシャル・エディションで追加されたストーリー。「くまのプーさん 完全保存版」における「プーさんとイーヨーのいち日」と違い、映像特典ではなく本編に組み込まれている。「ディズニー・プリンセス/憧れのバースデイ・パーティー」にも収録。

### とべない小鳥(傷ついた小鳥)
お城の庭を散策中、怪我をして動けなくなった小鳥を拾ったベル。部屋に連れて帰り介抱しようとすると、コグスワースからビーストは小動物の類、特にうるさく鳴く鳥が大嫌いだから直ちに追い出すよう言い放つ。ベルは可哀想だからとコグスワースを説き伏せ、内緒でこっそり部屋で面倒を見るが、他の使用人がうっかり口を滑らせたため見つかってしまった。そして案の定ビーストは城から小鳥を追い出すよう命令する。

## 新キャラクター
シャンデリエラ
城のメイド。城にかけられた魔法によりシャンデリアの姿になっている。よく聞き違いをしており、本人はこれを自覚している。
ウェブスター
城の使用人。城にかけられた魔法により辞書の姿になっている。真面目な性格をした老紳士であり、「生き字引き」というあだ名で呼ばれている。
クレイン
城の使用人。城にかけられた魔法により便箋の姿になっている。便箋の表面に顔が浮かんでおり、表面の紙を抜いても、また新しい顔が浮かんでくる。
ラ・プルーム
城の使用人。城にかけられた魔法により羽ペンの姿になっている。唾液がインクになっている。
トレー&シャウデ
城の料理人で、夫婦。城にかけられた魔法によりキッチンミトンの姿になっている。青色の右側のミトンが夫のトレー、赤色の左側のミトンが妻のシャウデ。よく意見の違いで喧嘩する。
フラッペ
城の料理人。城にかけられた魔法により泡立て器の姿になっている。
チューバルー
城の音楽家。城にかけられた魔法によりチューバの姿になっている。のんびりとした口調が特徴。
コンチェルティーナ
城の音楽家。城にかけられた魔法によりアコーディオンの姿になっている。

## 声の出演
| キャラクター                  | 原語版声優                         | 日本語吹き替え |
| ----------------------------- | ---------------------------------- | -------------- |
| ベル                          | ペイジ・オハラ                     | 伊東恵里       |
| ビースト                      | ロビー・ベンソン                   | 山寺宏一       |
| ポット夫人                    | アン・ロジャース                   | 福田公子       |
| ルミエール                    | ジェリー・オーバック               | 江原正士       |
| コグスワース                  | デヴィッド・オグデン・スティアーズ | 熊倉一雄       |
| ナレーター                    | デヴィッド・オグデン・スティアーズ | 鈴木瑞穂       |
| チップ                        | グレゴリー・グルット               | 曽根洋介       |
| ワードローブ                  | ジョー・アン・ウォーリー           | 近藤高子       |
| フィフィ （フェザーダスター） | キミー・ロバートソン               | 横尾まり       |
| シャンデリエラ                | エイプリル・ウィンチェル           | 沢田敏子       |
| シャウデ                      | エイプリル・ウィンチェル           | 一城みゆ希     |
| コンチェルティーナ            | エイプリル・ウィンチェル           | 龍田直樹       |
| ラ・プルーム                  | ロブ・ポールセン                   | 龍田直樹       |
| トレー                        | ロブ・ポールセン                   | 稲葉実         |
| ウェブスター                  | ジム・カミングス                   | 大木民夫       |
| シェフ・ブーシュ              | ジム・カミングス                   | 渡部猛         |
| チューバルー                  | ジム・カミングス                   | 島香裕         |
| クレイン                      | ジェフ・ベネット                   | 小形満         |
| フラッペ                      | ジェフ・ベネット                   | 鈴木勝美       |
| サルタン （フットスツール）   | フランク・ウェルカー               | 原語版流用     |

## 日本語版制作スタッフ
- 演出：向山宏志
- 吹替翻訳：いずみつかさ
- 音楽演出・訳詞：片桐和子
- 録音制作：スタジオ・エコー
- 制作監修：岡本企美子
- 日本語版制作：DISNEY CHARACTER VOICES INTERNATIONAL, INC.

## ディズニーの同じ構成の作品
- くまのプーさん 完全保存版
- くまのプーさん 完全保存版II ピグレット・ムービー
- シンデレラII
- ターザン&ジェーン